# Озунка-Бей
Озунка-Бей (рум. Ozunca-Băi) — село у повіті Ковасна в Румунії. Входить до складу комуни Бецань.
Село розташоване на відстані 185 км на північ від Бухареста, 25 км на північ від Сфинту-Георге, 50 км на північ від Брашова.

## Населення
За даними перепису населення 2002 року у селі проживали 56 осіб, усі — угорці. Усі жителі села рідною мовою назвали угорську.